# Paweł Benasiewicz
Paweł Benasiewicz (ur. 2 sierpnia 1985) – polski hokeista.

## Kariera
- Stoczniowiec Gdańsk (2002-2004)
- Alingsås Hockey (2004-2005)
- Stoczniowiec Gdańsk (2005-2010)

W barwach reprezentacji Polski do lat 18 uczestniczył w turnieju mistrzostw świata juniorów do lat 18 w 2003. Absolwent NLO SMS PZHL Sosnowiec z 2004.